# Masacre de Ccano
La masacre de Ccano fue el asesinato de 36 pobladores del pueblo de Ccano, de la provincia de La Mar, Ayacucho, por parte del Partido Comunista del Perú-Sendero Luminoso (PCP-SL). La masacre se realizó el 23 de febrero de 1991 cuando miembros de Sendero Luminoso incursionaron en Ccano asesinando a los pobladores que se encontraban en el local de la Iglesia evangélica pentecostal.

## Acontecimientos
El pastor Feliciano Yaranga Ávila dirigía un culto de la Iglesia Pentecostal. A las 11:30 p. m., Isaac Rojas, que vigilaba la entrada del pueblo con una escopeta artesanal, vio llegar 3 camionetas que no les dio importancia. Estas camionetas habían sido robadas en la localidad de Tincuy. De las camionetas bajaron los senderistas armados con fusiles, lanzas y machetes y disfrazados de militares "pero con pelo crecido". Un grupo de estos se dirigió a la casa de Fermina Quispe y tras ella decirles que no tenía licor, entraron violentamente a la casa y ejecutaron al esposo e hijo de Fermina mientras ella huyó por el corral. A la par, un grupo de senderistas entraron en la Iglesia Pentecostal haciendo disparos mientras amenazaban e insultaban a los presentes. El objetivo de los senderistas era obtener el armamento de la población y quemar la iglesia. Luciano Yulbo Acha, jefe de los ronderos, junto a algunos ronderos se enfrentaron con los senderistas descubriendo que algunos de ellos eran campesinos reclutados por Sendero Luminoso en poblaciones cercanas. Aproximadamente a la 1:30 a. m., el ataque senderista culminó. En la incursión senderista asesinaron 32 personas, entre niños, mujeres embarazadas y ancianos. También se registró el saqueo e incendio de casas. Luego de lo acontecido en Ccano, los senderistas procedieron a hacer lo mismo en las comunidades de Panti y Calicanto.